# Tarendol
Tarendol est un roman de l'écrivain français René Barjavel, paru en 1946. Contrairement aux œuvres les plus connues de son auteur, il ne s'agit pas d'un roman de science-fiction. Tarendol raconte les amours de deux adolescents, Jean Tarendol et Marie Margherite, qui découvrent la vie dans une région imaginaire inspirée de la Drôme natale de Barjavel, pendant l'Occupation.

## Résumé
Le narrateur, qui intervient à de multiples reprises dans le cours du récit nous prévient : « C'est une histoire d'amour, et quand le monde peut disparaître en une étincelle, il nous faut nous hâter d'aimer. C'est aussi une histoire de sang et de mort, mais c'est avant tout une histoire d'amour. Si vous y rencontrez si souvent le sang et la mort, c'est qu'elle est une histoire de tous les jours, et, de plus, une histoire de nos jours. »
L'histoire de Jean et de Marie se déroule du printemps à l'hiver 1943. Jean, élève interne de Terminale dans la petite ville imaginaire de Milon s'éprend de Marie, fille de la directrice de l'école des filles. Ils flirtent mais Jean doit bientôt fuir la ville, victime d'une double dénonciation calomnieuse envoyée à la Gestapo et au maquis. Les parents de Marie, ayant appris son idylle, décident de l'envoyer pour l'été au village de Saint-Sauveur, sous la garde d'une vieille tante. Jean parvient à retrouver Marie. Il travaille aux champs comme saisonnier. Jean et Marie découvrent le plaisir charnel le soir, en cachette dans les ruines d'un château abandonné. 
L'automne arrive. Jean décide de gagner Paris et de faire des études d'architecte. Il demande à Marie de l'attendre auprès de ses parents. Dès qu'il aura un métier, ils vivront ensemble. À Paris, la vie est dure et Jean n'a pas le sou. Pour survivre, il assure des corrections chez un imprimeur qui le nourrit et le loge. Marie et Jean s'écrivent quotidiennement. Ils sont amoureux et leur amour tranche avec la grisaille quotidienne qui les entoure. Marie découvre qu'elle est enceinte. Elle s'en ouvre à ses parents. Ces derniers refusent qu'elle épouse Jean, étudiant misérable qui ne pourra jamais l'entretenir. Son père la pousse à avorter. Marie refuse. Elle appelle Jean au secours. Mais ce dernier ne répond pas. A-t-il abandonné Marie comme son père le prétend ? Non. Gravement blessé au cours d'un bombardement allié, il n'est pas en mesure d'écrire à Marie pendant plusieurs semaines. Désespérée, celle-ci fait une fausse couche. Convalescent, Jean lit enfin les lettres de Marie. Il convainc son ami Bazalo de l'emmener de toute urgence à Milon où il arrive pour Noël. Trop tard ! Marie est morte de chagrin et des suites de sa fausse couche. 
Fou de rage, Jean convainc son ami de tuer le père de Marie, étant dans l'incapacité de le faire lui-même car il porte le cadavre de Marie. Ils se rendent ensuite à Saint-Sauveur où ils vécurent leur amour pleinement. Jean congédie son ami et porte Marie jusqu'aux ruines où il songe au suicide, puis, au dernier moment, décide de vivre dans le monde des hommes, soutenu par le souvenir vivant de son amour pour Marie. « Les hommes mûrs, les hommes las, iront à leur tâche avec les joyaux et les larmes et les cendres de leur jeunesse bien secrètement enfermés en eux. »

## Une certaine conception de l'amour
« La haine est la seule passion accessible aux médiocres. Ils trouvent, à haïr, un semblant de grandeur. C'est pourquoi la haine est si commune et si facile à propager. » En revanche, l'amour est un sentiment puissant, bien moins fréquent. L'amour partagé, celui de Jean et de Marie, donne aux amants une force incomparable qui fait d'eux des êtres différents du commun des mortels. Il n'y a aucune mièvrerie dans cette conception de l'amour. Loin d'être platonique, il inclut le désir charnel et l'union des corps. Mais la sexualité n'épuise pas l'amour. Beaucoup assouvissent leur sexualité sans connaître ce sentiment fort. Ainsi en va-t-il pour Fiston, camarade de classe de Tarendol dont le dépucelage n'est que la satisfaction d'un besoin physique. L'amour est à la fois précieux et fragile. Il est menacé par les aléas de l'existence. Le père de Marie, tentant de la dissuader d'épouser Jean et d'avoir un enfant décrit de manière effrayante ce que pourrait être leur avenir : « Tu te vois, à seize ans, avec un marmot et un mari ouvrier, qui travaille dans l'encre, qui rentrera tout crasseux, et toujours le portefeuille vide et les assiettes aussi ! [...] Ce seraient les disputes perpétuelles, il te dirait que c'est à cause de toi qu'il a échoué, qu'il n'a pas pu poursuivre ses études, qu'il a dû penser avant tout à vous faire vivre, toi et tes enfants. [...] Et toi peu à peu tu le détesterais à cause de la misère d'où il ne parviendrait pas à vous sortir. Tu lui en voudrais de son échec, des habits usés de tes enfants, de tes mains abîmées aux travaux du ménage, de ta déchéance. À vingt-cinq ans, tu serais une vieille femme, maigre, aux traits tirés, aux yeux tristes. » Quoi qu'il en soit, la mort de Marie ne permet pas de savoir si cette sombre prédiction se serait réalisée…

## Un tableau de la France occupée
En toile de fond, Barjavel décrit la France occupée, ses misères et ses vicissitudes. Les privations et les restrictions en constituent le refrain lancinant. Rationnement alimentaire et couvre-feu rythment la vie quotidienne. Ceux qui n'ont pas les moyens de recourir au marché noir connaissent la faim. C'est le cas de Jean Tarendol, fils de paysanne misérable. Au delà, la police, la Gestapo et le maquis apparaissent comme un danger diffus pour ceux qui tentent simplement de vivre sans prendre part aux événements. À Paris, les bombardements alliés divisent la population. Les uns disent que c'est le prix à payer pour être libérés, d'autres répondent qu'ils n'aiment pas les Fridolins mais qu'ils n'aiment pas les bombes non plus. Jean, apolitique, ne prend pas part à ces discussions.

## Adaptation
Tarendol a été adapté à la télévision par Louis Grospierre en 1980 avec Jacques Penot dans le rôle de Jean Tarendol, Florence Pernel dans le rôle de Marie et Daniel Gélin dans celui de Bazalo, Michel Vitold celui de M. Chateau, Pierre Doris celui de M. Margherite et Françoise Brion celui de Mme Margherite.